# Mario Sandoval
Mario Ortiz  Corsini Sandoval (Guadalajara, Jalisco, México, 29 de Outubro de 1977). É um cantor e compositor, ex-integrante do dueto de pop mexicano Lu que chegou ao fim em 2008 por "diferenças musicais", e atual integrante de grupo Sandoval.

## Biografia
Durante seus primeiros anos na infância, Mario Sandoval passava longas horas junto ao seu pai escutando ele cantar e tocar guitarra, dai vem sua influência para música. Foi ai quando apenas começava a escrive o que veio a se chamar “Teresa”, canção que o cantor compôs com apenas 6 anos de idade. 
Músico lírico e de coração, Mario que em seus primeiros anos já  tocava guitarra e piano sem ter tido aulas, chegou a integrar vários grupos de rock como guitarrista.
Desde o ano 2000 formou parte do grupo Lu, do qual integrou a cantora Paty Cantú, a qual também colaborou com o  trabalho de compor as músicas do dueto. Com o dueto "Lu", lançaram 2 discos inéditos (homônimo, 2004) e (Álbum, 2006), dos quais graças aos fãs viajaram para vários países, e se tornaram conhecidos também no Brasil. Os êxitos que conseguiram no grupo foram com as canções "Una confusion", "Por Besarte", "La vida despues de ti", "Si tu me quisieras". 
Finalmente a separação por diferenças criativas se deu no ano de 2007. Após a separação do dueto Lu, no final de março de 2008, Mario anuncia a formação de uma nova banda com, três de seus amigos, a qual se chama Sandoval. A banda é composta também por Susy Ortiz (voz), Alex Boom (batería) e Enrique López (baixo).
Em 14 de Julho de 2009, saiu a venda sua primeira produção discografica intitulada "Lo que siempre soñamos ser", da qual começou a trabalhar o single  "A quien tu decidiste Amar", que rapidamente alcançou o #3 Lugar de popularidade nas rádios do  México. 
No ano de 2009 nos Los Premios MTV Latinoamérica de 2009, Sandoval perdeu para Paty Cantú, sua ex-companheira e grande cantora, na categoria melhor artísta novo.